# Charles Rennie Mackintosh
Charles Rennie Mackintosh (7 de junio de 1868 – 10 de diciembre de 1928) fue un arquitecto, diseñador y acuarelista escocés, que tuvo una importancia fundamental en el movimiento Arts and Crafts y que además fue el máximo exponente del Art Nouveau en Escocia. Fue el padre de Elizabeth Nicol Rennie que también siguió sus pasos.
Protomodernista (antecedente del modernismo). Trata de reformar rompiendo con lo anterior. Saltó a la fama después de exponer sus muebles en la Secesión de Viena en 1900 y formó parte del grupo The Four (Los cuatro) de la Escuela de Glasgow, creado en 1897, siendo su principal figura junto a su mujer Margaret Macdonald, la hermana de esta, Frances Macdonald y el marido de esta última, Herbert MacNair.
Tomó elementos del Arts and Crafts, y fue muy bien aceptado por la oposición al Art Nouveau belga (fue un héroe para la Secesión). 
Fue uno de los arquitectos más destacados de los personajes vinculados al Art Nouveau (incluyendo a Victor Horta), pero después de 1913 no recibió más encargos y murió en la miseria en 1928 (miseria que también está relacionada con su afición a la bebida).

## Biografía
En su infancia Mackintosh vivió en una zona verde de la ciudad de Denistom, donde se aficionó a la jardinería, desarrollando una valoración profunda de la naturaleza, de donde más tarde sacaría su estética orgánica.
En 1884 entró como aprendiz en el estudio del arquitecto John Hutchinson, donde se estaría formando durante cinco años. Al mismo tiempo, asistía a clases nocturnas de dibujo y pintura en la Escuela de Arte de Glasgow, adquiriendo una gran destreza en el dibujo y diseño, así como acuarelista. Este fue un periodo de duro trabajo pero, a la vez, recompensado con varios premios. Sería en las clases nocturnas donde conocería a las personas con las que más tarde formaría el grupo The Four (los Cuatro), las hermanas Frances Macdonald y Margaret Macdonald, con quien más tarde se casaría, y Herbert MacNair, colega de trabajo en estudio de Honeyman & Keppie, donde entraría a trabajar en 1889 y permanecería hasta 1913. En 1890, la concesión de la beca de viaje Alexander-Thomson –que ganó con el diseño de un edificio público de estilo clásico griego– le permitió recorrer en 1891 Francia, Italia y Bélgica durante tres meses. En 1896, su proyecto ganó el concurso para realizar la Glasgow School of Art (1896-1909), su obra maestra. 
En colaboración con su mujer, amuebló a partir de 1896 varios salones de té en Glasgow; también recibió encargos de Inglaterra y del extranjero para realizar villas y viviendas; entre ellos, uno para realizar un salón de música para Fritz Waerndorfer.
El grupo The Four participó también en la VIII Exposición de la Secesión vienesa de 1900.
En 1915 el matrimonio Mackintosh se trasladó a Londres, donde permaneció hasta el final de sus días, a excepción de los años 1923 a 1927, durante los cuales residió en Port-Vendres (Francia), donde se dedicó a la pintura (acuarelas). 
En Londres los Mackintosh se dedicaron a los trabajos gráficos y a las artes del libro. Murió en esta ciudad, el 10 de diciembre de 1928.

## Influencias
La obra gráfica figurativa de los primeros tiempos de la escuela de Glasgow no acusa influencias historicistas en ninguno de los rasgos fundamentales, sus características distintivas serían la sinceridad y la originalidad. En la linealidad y en los juegos de simetría adoptada por todos ellos latía la influencia de Aubrey Beardsley (famoso ilustrador inglés) y Jan Toorop (que había publicado sus Tres novias en la revista The Studio en 1893), pero también huellas de origen celta y nombres que provenían de la obra de Maurice Maeterlinck y Dante Gabriel Rosetti. La compartimentación oval y el gusto por enmarcar y encerrar los motivos en discos abstractos y formas circulares, quizás les llegue a través de prerrafaelitas como Ford Madox-Brown. 
Schmutzler cree que, aun sin documentación que lo pruebe, se puede hablar de la influencia de William Blake. Sobre todo en las primeras acuarelas de las hermanas Macdonald, por su simplicidad y geometrización, alineación, paralelismo, sus juegos de identidad y repetición, ejes de simetría, la utilización de bandas y líneas sinuosas, de franjas enfrentadas, etc. Si las Macdonald trabajan con elementos figurativos, la disposición de éstos en un plano va a ser retomada por Mackintosh, que los hace más abstractos y juega con ellos con el espacio tridimensional. A partir de la octava muestra de la Sezession vienesa, su eco será enorme en el continente y de gran influencia en toda el área alemana. También podemos encontrar en el estudio de Charles Rennie Mackintosh ciertos guiños significativos: reproducciones en la pared de las obras de Burne-Jones, cromoxilografías japonesas y un friso decorativo en el que, junto a ecos tenues de líneas sinuosas, las figuras –muy planas y recortadas contra un fondo en exceso vacío– se subordinan al orden y los juegos de simetría.
Parece tener influencias del diseñador Edward William Godwin (1833-1886), seguidor del movimiento estético, Aesthetic Movement, término bajo el que se incluye la producción de algunos diseñadores que durante las décadas de 1870 y 1880 buscaron particulares formas de belleza, reinterpretando de manera subjetiva influencias orientales. Godwin, en una de sus mejores piezas, un aparador, muy al estilo de la futura escuela de Glasgow, reinterpreta brillantemente la estela japonesa. El gusto por la disposición ortogonal, e incluso en escalera, confirma estas referencias. En esta pieza de mobiliario de ébano, mezcla ideas y recursos de aparador y estanterías, con elevados bloques cúbicos que le dan un aspecto de vitrina, resulta de una modernidad sorprendente, además de por sus formas precisas, por un color que no se presta a concesiones.
En sus muebles la referencia más clara es Mackmurdo (1851—1942), miembro principal de la Century Guild, que debe ser recordado por su genial anticipación del modernismo.
Si tuviéramos que sintetizar las aportaciones de Mackintosh y sus compañeros de grupo al modernismo y en general a la historia del diseño, tendríamos que hablar, en primer lugar, de la plasmación de unos ambientes claros y contenidos pero sensuales, inspirados en el arte japonés pero también con referencias a la historia propia. En este sentido, el arte celta, con su recreación libre de la línea, fue una fuente muy clara para Mackintosh, como hemos mencionado anteriormente, con profundas convicciones nacionalistas. Más que el volumen, a los de Glasgow les atrae la bidimensión; más que la exuberancia del color, los blancos combinados con colores delicados como violetas o marfiles –aunque también gustan del contraste con el negro–, así como la geometrización y ortogonalidad. También el uso decorativo de estilizadas figuras y los contrapuntos sorprendentes. La plasmación de estos recursos les señalan como grandes innovadores del lenguaje del diseño.
La escuela liderada por Mackintosh, su estilo orgánico y su posterior estilo geométrico, llegaría a ejercer una importante influencia sobre el continente europeo, especialmente en la escuela vienesa de los arquitectos Wagner y Hoffmann y, con ella, en Olbrich, y también en artistas alemanes como Behrens o el estadounidense Wright –en la silla diseñada para la casa de Darwin D. Martin en Buffalo de 1905–, así como en artistas del grupo holandés De Stijl (la silla de niño de 1918 de Gerrit Rietveld, con su verticalidad y elementos repetitivos en forma de escalera, evocan el estilo del de Glasgow).

## Concepto de diseño
Liberado de ataduras con lo histórico, aunque su formación había transcurrido en el revival gótico, se decide por la geometría, por lo cúbico, los juegos de líneas rectas y el gusto por la línea ascendente.
En un principio desarrolla su estilo en la superficie, sus ornamentos son planos. Su fantasía es desbordante y tiende a crear formas abstractas. Líneas paralelas verticales delgadas, muy finas, interrumpidas por cuadrados pequeños que, aun conservando su rigidez, no dejan en algunos momentos de ser laberínticas. Como en el fino tallo Art Nouveau, que va configurando sin solución de continuidad todo un espacio, o los trazos continuos de Beardsley, Mackintosh no renuncia a ensamblar individualidades, creando esos espacios al mismo tiempo compactos y perforados, armonizando los adornos (picaportes, verjas, herrajes) con su fondo, segmentada la pared, segmentado el respaldo, estrecho y muy alto de las sillas que también están integradas en el ambiente (Los Willow Tea Rooms de Glasgow, 1904). Los respaldos también pueden ser muy bajos y sólidos, evidenciando la consistencia de la madera, o curvados en arco, de apariencia casi escultórica, o afilados y estrechos con listones que se cruzan ortogonalmente (el denominado crate style). 

## Características estilísticas y formales
Para comprender su obra es preciso considerar que cada proyecto es una unidad organizada, ya sea en arquitectura o en decoración de interiores, en la que el todo es mucho más que la suma de las partes. Quería dar a su obra una orientación funcional y espiritual, gracias a una aproximación de la arquitectura y del dibujo, asociando el simbolismo y el equilibrio entre factores opuestos: modernidad-tradición, masculino-femenino, luz-oscuridad, sensualidad-castidad. 
El símbolo de la rosa (elaborado, según parece, a partir de una col seccionada), de forma muy contundente, que se convertiría en la marca del grupo.
Los Cuatro comparten con el modernismo más normativo el interés por la línea, pero la suya es más previsible, ascendiendo con suavidad y evitando los fuertes contrastes. También comparten el interés por la naturaleza, aunque buscando en ella estructuras esenciales, dibujando paisajes que nos remiten más al inicio de la primavera que a su estallido. 
Los juegos entre simetría y asimetría, que le van a acompañar siempre, se pueden seguir fácilmente desde el armario-cajón de su despacho, a la fachada de la Glasgow School of Art.
La influencia oriental estaba todavía muy viva en aquellos momentos, sobre todo a través de los esteticistas, que permanecían activos, y es de suponer que éstos eran bien conocidos por Mackintosh.
También diseñará tejidos con estampados rítmicos de gran colorido que anticipan el art déco.

## Obras arquitectónicas

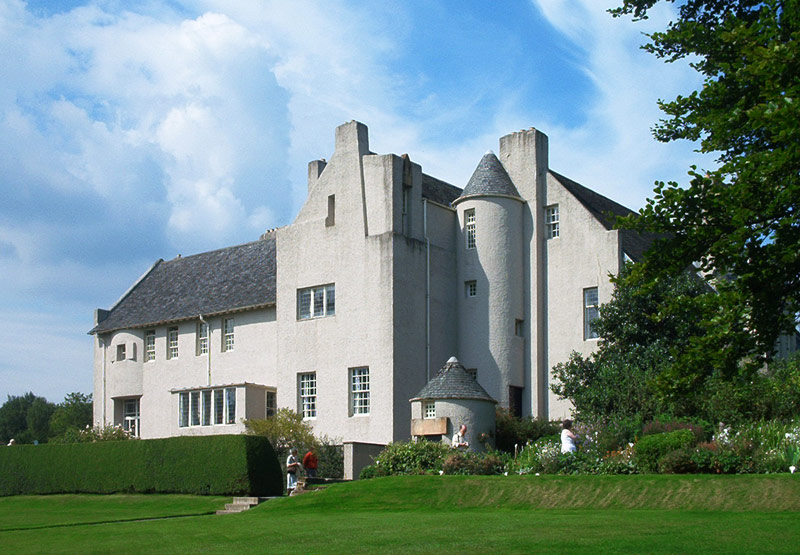
Hill House en Helensburgh.

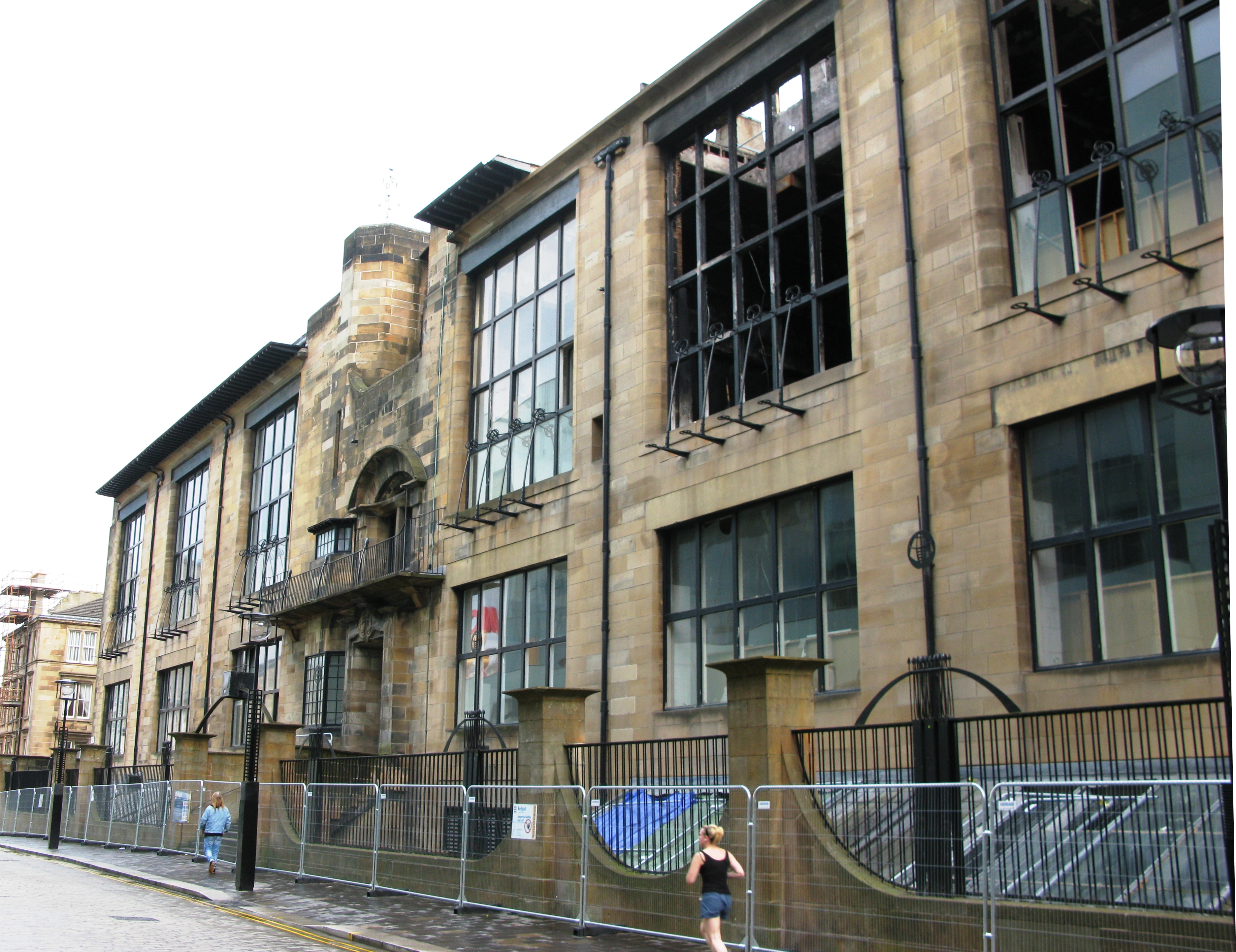
Escuela de Arte de Glasgow.

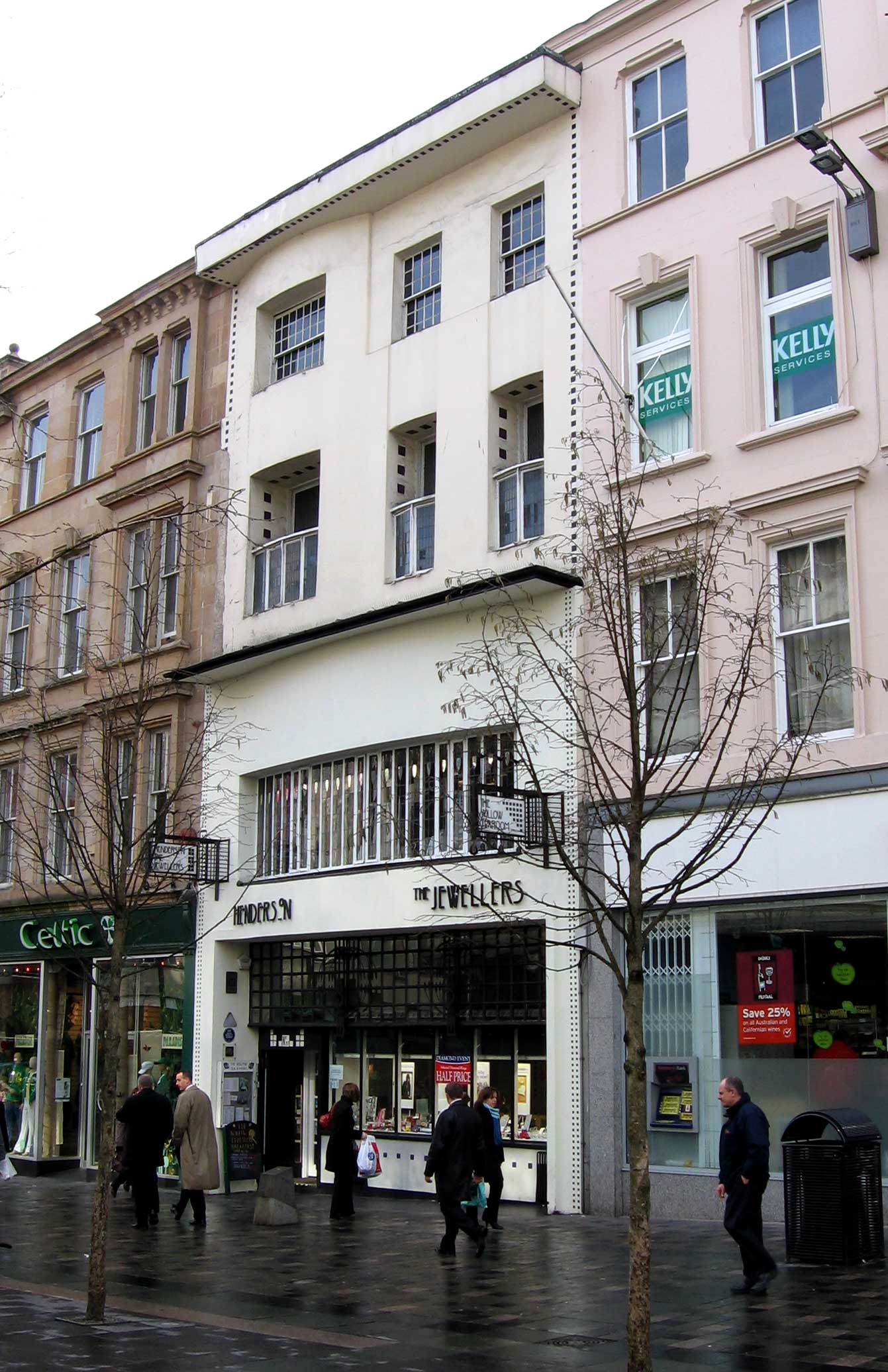
The Willow Tearooms en Sauchiehall Street

Entre sus principales obras arquitectónicas destacan:
- Windyhill, Kilmacolm
- Hill House, Helensburgh (National Trust for Scotland)
- House for an Art Lover, Glasgow
- The Mackintosh House (decoración interior, reconstruida con el mobiliario original y su decoración en el Hunterian Museum and Art Gallery, Glasgow)
- Queen's Cross Church, Glasgow
- Ruchill Church Hall, Glasgow
- Holy Trinity Church, Bridge of Allan, Stirling
- Scotland Street School, Glasgow, en la actualidad Scotland Street School Museum.
- The Willow Tearooms, Sauchiehall Street, Glasgow; uno de los Miss Cranston's Tearooms: véase Catherine Cranston para la decoración de sus otros salones de té.
- Nitshill (Hous'hill), decoración interior de la casa de Catherine Cranston y su esposo John Cochrane (demolida, el mobiliario se encuentra disperso en varias colecciones)
- Glasgow School of Art, Glasgow
- Craigie Hall, Glasgow
- Martyrs' Public School, Glasgow
- The Royal Highland Fusiliers Museum, Glasgow
- Antiguas oficinas del Daily Record (Escocia), Glasgow
- Antiguas oficinas de The Herald (Glasgow) en Mitchell Street, en la actualidad The Lighthouse (Glasgow) - Centro Escocés de Arquitectura, Diseño y Urbanismo.
- 78 Derngate, Northampton (decoración interior para Wenman Joseph Bassett-Lowke)

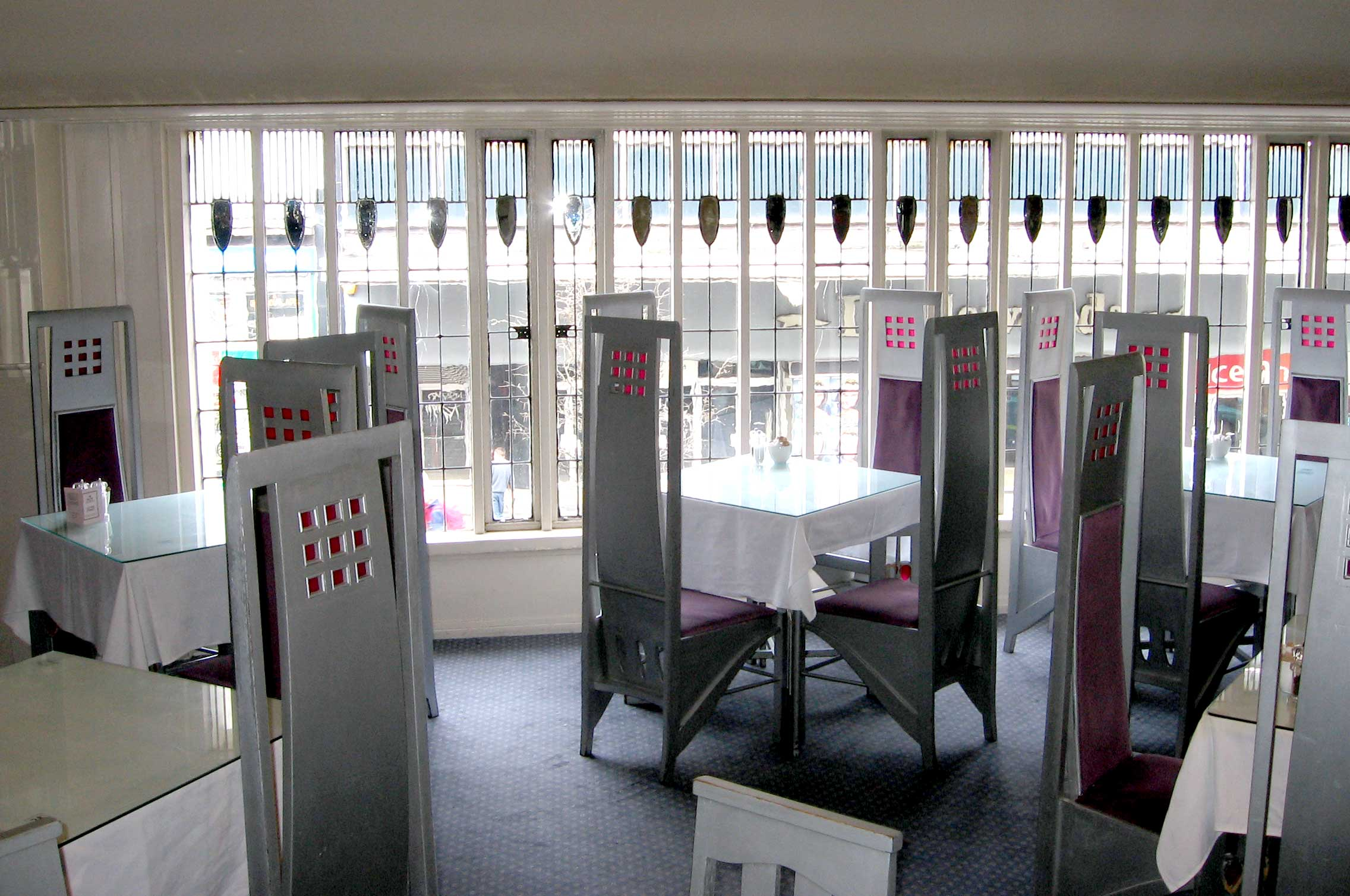
El salón de Luxe en The Willow Tearooms muestra el mobiliario y diseño interior de Mackintosh y Margaret Macdonald.

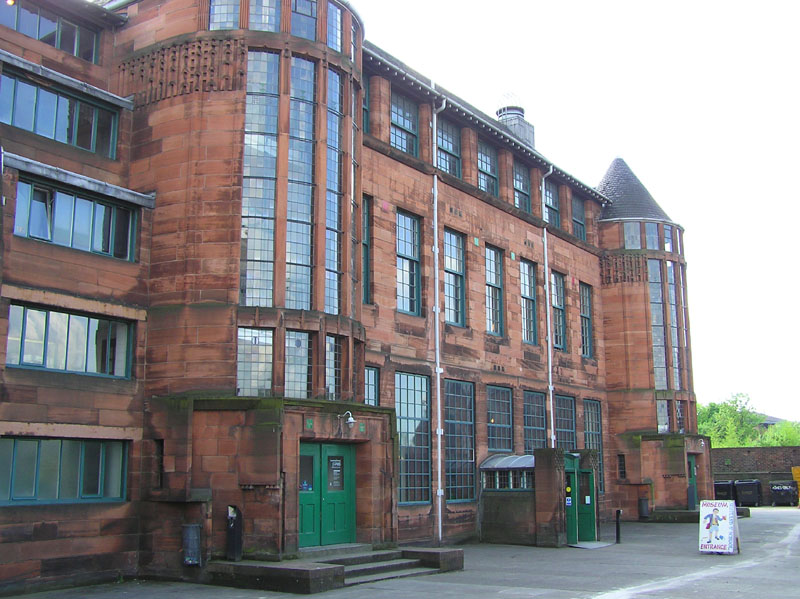
La escuela de Scotland Street en Glasgow.

- 5 The Drive, Northampton